# Horst Schumann (Mathematiker)

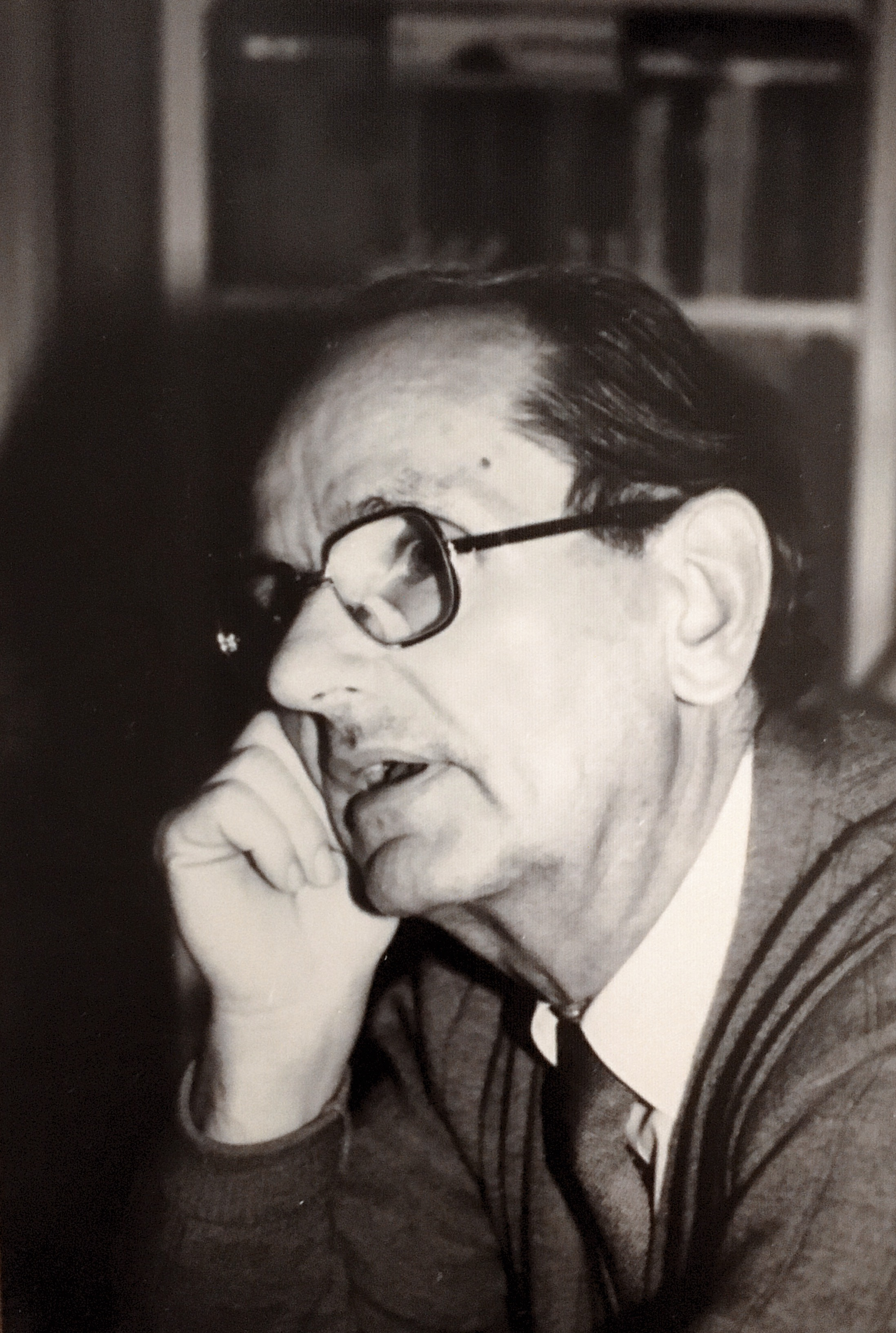
Horst Schumann (1989)

Horst Schumann (* 26. August 1929 in Leipzig; † 8. August 2020 in Kleinmachnow) war ein deutscher Mathematiker und SED-Parteifunktionär.

## Leben und Wirken

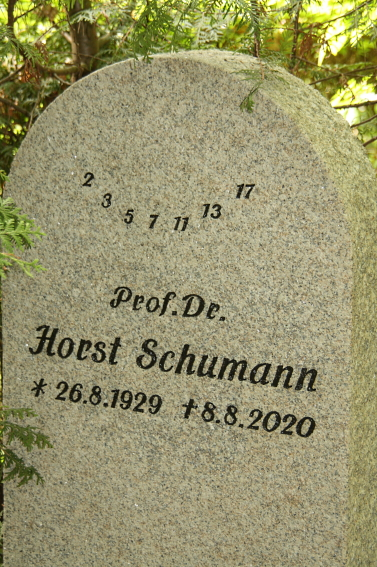
Grab auf dem Südwestkirchhof Stahnsdorf

Nach dem Besuch der Leipziger Humboldtschule begann Horst Schumann 1948 ein Studium der Mathematik an der Universität Leipzig. 1955 legte er das Diplom ab und 1968 wurde er bei Herbert Beckert mit einer Arbeit Untersuchungen zur Bestimmung der ganzen Differentiale elliptischer Körper der Dimension 1 und Charakteristik 0 promoviert.
1969 wurde er Stellvertretender Direktor für Erziehung und Ausbildung der Sektion Mathematik und erhielt die Facultas docendi. 1970 wurde er zum ordentlichen Professor berufen. 1971 wurde er Direktor der Sektion Mathematik und Mitglied des Wissenschaftlichen Beirats für Mathematik beim Ministerium für das Hoch- und Fachschulwesen der DDR. Von 1975 bis 1989 war er Mitglied der SED-Kreisleitung Leipzig.
1988 wurde er invalidisiert, 1990 als ordentlicher Professor abberufen und vorzeitig emeritiert.
Seine letzte Ruhestätte fand er auf dem Südwestkirchhof Stahnsdorf, wo ein Grabstein mit der Primzahlenfolge 2 3 5 7 11 13 17 an ihn erinnert.

## Auszeichnungen
- 1963: Medaille für ausgezeichnete Leistungen
- 1971: Verdienstmedaille der DDR
- 1978: Vaterländischer Verdienstorden in Gold

## Publikationen
- als Leiter eines Autorenkollektivs: Studienwunsch Mathematik: Ratgeber für Schüler, Lehrer und Eltern. Teubner, Leipzig 1983 (3. Auflage).
- mit Herbert Beckert (Hrsg.): 100 Jahre Mathematisches Seminar der Karl-Marx-Universität Leipzig. Deutscher Verlag der Wissenschaften, Berlin 1981.